# Reimbertus Algermissen
Reimbertus Algermissen, eigentlich Reinbert Remmerdes, alias Algermissen, (geboren um 1476 in Braunschweig; gestorben um 1553 in Erfurt) war ein deutscher Jurist, Kanoniker und Universitätsrektor.

## Familie
Algermissen entstammte der angesehenen Braunschweiger Familie Remmerdt (Remmerdes, Remmers) von Algermissen, deren Mitglieder vom Fernhandel lebten, aber auch als Brauer tätig waren. Sein Vater Remmerdt von Algermissen besaß in Algermissen bedeutende Güter und erwarb im Jahr 1500 das Haus zu den Sieben Türmen in der Braunschweiger Altstadt, das zuvor 128 Jahre lang der Ratsfamilie von Damm gehört hatte. Der spätere Bürgermeister der Altstadt Ludeke Remmerdes (Lüddeke Remmers) war sein Bruder. Eine Anna Remmerdes, durch deren Heirat das Haus an Johann Mittelstraß kam, war seine Nichte oder Großnichte. Die Familie Remmerdes von Algermissen ist ab 1493 bis ins 17. Jahrhundert in den Büchern der Stadt Braunschweig nachgewiesen und gehörte ab 1523 zu den Ratsmitgliedern im Weichbild Hagen.

## Leben
Algermissen immatrikulierte sich im Wintersemester 1493 als „Reinbertus Reinberti, alias Algermissen de Brunsvic“ an der philosophischen Fakultät der Universität Erfurt. Zu jener Zeit war Nicolaus Lörer (oder Loerer) dort Rektor. Im Herbst 1495 wurde er dort von der „artistischen Fakultät“ zum Baccalar promoviert und erhielt nach dem erfolgreichen Abschluss der „septem artes liberales“ im Jahr 1500 den Titel Magister artium. Anschließend wechselte er zur juristischen Fakultät und besuchte bis 1509 die Vorlesungen von Henning Göde. Algermissen wurde 1516 bei Heinrich Hanner zum „Baccalar utriusque iuris“ und im Jahr 1520 zum „Licentiatus utriusque iuris“ promoviert, wobei er die Bezeichnung lateinisch utriusque iuris designatus doctor ‚designierter Doktor beider Rechte‘ bevorzugte. Im März 1521 wurde sein Rat zu einer strittigen Angelegenheit vom Generalkonzil der Universität eingeholt und er wurde vom Wintersemester 1524 bis Mai 1525 zum Universitätsrektor gewählt. Seit etwa 1521 war er Kanonikus der Marienkirche. Über ihn hieß es im Album der Universität:

“Prestabilis vir Rembertus Rembertus Brunosvicanus, liberalium studiorum magister, iuris utriusque designatus doctor, ecclesiae divae Virgini sacrae in Erffordia canonicus […] Prefuit officio ultra duo semestria dies XX, propterea quod stato die novi rectoris designandi comicia commode haberi non possent ob tumultum rusticorum Erffordensis dicionis, qui IV calendas Maii urbem ingressi”

„Ein ehrwürdiger Mann Rembertus Rembertus Brunosvicanus, der liberalen Studienein Lehrer, designierter Doktor beider Rechte, der Kirche der göttlichen Jungfrau in Erfurt Kanoniker [...] Er leitete das Amt mehr als zwei Semester und 20 Tage, mit der Begründung, dass die Ernennung eines neuen Rektors durch die Kommission der Verwaltung am festgelegten Tag, aufgrund des Aufstands der Bauern Erfurts, die am 4. Mai in die Stadt einzogen, nicht abgehalten werden konnte“

Es folgt dort die Schilderung und Beurteilung des Bauernkrieges sowie ein Bild, das den Rektor in Chorkleidung kniend und mit einem schwarzen Barett in den Händen zeigt. Links von ihm ist sein Wappenschild dargestellt. Auf blauem Grund eine schräge rechts gelegte silberne Pflugschar oben links und unten rechts ist jeweils eine rote Rose oder Nelke zu sehen. Ein grüner Papagei sitzt auf dem goldenen Helm, die Decken sind blau und silbern.
Im Jahr 1530 kam es zu einem Pfründestreit zwischen ihm und zwei weiteren Kanonikern und 1538 war er als Zeuge bei einem Vergleich zwischen dem Dekan der Marienkirche und dem Rat der Stadt Erfurt zugegen. Im Juli 1551 verfasste er sein Testament, in dem er die Ausgestaltung seines Grabes in der Stiftskirche unserer lieben Frau festlegte. Er setzte fest, dass der Grabstein mit seinem Wappenschild versehen werden sollte, das unten eine Pflugschar und darüber in einem blauen Feld eine Rose zeigen soll.